# Zwartkoppythons
Zwartkoppythons (Aspidites) zijn een geslacht van slangen uit de familie pythons (Pythonidae).

## Naam en indeling
De wetenschappelijke naam van de groep werd voor het eerst voorgesteld door Wilhelm Peters in 1877. Er zijn twee soorten, waarvan de meest recente soort al in 1882 is beschreven. Beide soorten werden oorspronkelijk beschreven onder de geslachtsnaam Aspidiotes. Zwartkoppythons worden gezien als een relatief primitieve groep binnen de familie van de pythons. In Australië worden de dieren 'woma's' genoemd.

### Soorten
Het geslacht omvat de volgende soorten, met de auteur en het verspreidingsgebied.
| Naam                                      | Auteur        | Verspreidingsgebied                                                                                       |
| ----------------------------------------- | ------------- | --- |
| Zwartkoppython (Aspidites melanocephalus) | Krefft, 1864  | Australië (Noordelijk Territorium, Queensland, West-Australië)                                            |
| Aspidites ramsayi                         | Macleay, 1882 | Australië (New South Wales, Noordelijk Territorium, Queensland, Victoria, West-Australië, Zuid-Australië) |

## Uiterlijke kenmerken
De soorten kunnen een lichaamslengte van twee tot 2,6 meter bereiken. De kop is relatief klein en de kaken kunnen niet zover opengesperd worden als die van de meeste verwante soorten. De zwartkoppython dankt zijn naam aan de afstekende zwarte kleur aan de kop, Aspidites ramsayi heeft echter een oranjegeel gekleurde kop.
Een verschil met andere pythons is dat de warmtegevoelige groeven aan de kop ontbreken. De kop is vrij smal en wordt nauwelijks ingesnoerd van het lichaam. De kopschubben zijn relatief groot.

## Levenswijze
De meeste pythons bezitten organen aan de kop die warmte kunnen zien en eten vooral warmbloedige dieren zoals zoogdieren en vogels. Zwartkoppythons hebben deze niet en leven van reptielen zoals hagedissen en slangen, ze maken zelfs giftige soorten buit en dit is bij de pythons zeer uitzonderlijk. De vrouwtjes zetten net als veel andere soorten pythons eieren af.

## Verspreiding en habitat
De soorten komen endemisch voor in delen van Australië en leven in de deelstaten New South Wales, Noordelijk Territorium, Queensland, Victoria, West-Australië en Zuid-Australië.
De habitat bestaat uit tropische en subtropische bossen, tropische en subtropische scrubland, droge savannes, tropische en subtropische graslanden en hete woestijnen.

## Beschermingsstatus
Door de internationale natuurbeschermingsorganisatie IUCN is aan alle soorten een beschermingsstatus toegewezen. De twee zwartkoppythons worden beschouwd als 'veilig' (Least Concern of LC).